# Sergej Mironovič Kirov
Sergej Mironovič Kirov (rusky Серге́й Миро́нович Ки́ров, rodným jménem S. M. Kostrikov – Ко́стриков; 15. březnajul./ 27. března 1886greg., Uržum – 1. prosince 1934, Leningrad) byl významný ruský bolševik. Ve třicátých letech patřil k nejoblíbenějším sovětským vůdcům – zejména mezi komunisty – a byl mnohem populárnější než Stalin.

## Mládí
Narodil se 28. března 1886 v Uržumu na Urale. Brzy ztratil oba rodiče a vyrůstal v sirotčinci. V roce 1901 mu skupina podporovatelů poskytla stipendium pro studium na průmyslové škole v Kazani. Po získání inženýrského diplomu se přestěhoval do sibiřského Tomsku. Postupně se stal marxistou a členem ruské sociálně-demokratické strany (1904).

## Politická kariéra
Kirov se zúčastnil revoluce roku 1905, byl uvězněn a o rok později propuštěn. Brzy po propuštění se připojil k bolševikům. Byl znovu zatčen v roce 1906, ale tentokrát byl odsouzen na tři roky pro obvinění, že šířil ilegální literaturu. Několikrát zadržen byl i později. Nakonec se přestěhoval na Kavkaz, kde zůstal až do doby abdikace Mikuláše II. a konce carského režimu.
Tou dobou si Sergej Kostrikov změnil jméno na Kirov, které si vybral za pseudonym, jak to činili i jiní revoluční vůdci. Pojmenoval se snad podle antického perského vůdce Kýra Velikého a stal se velitelem bolševického vojenského vedení v Astrachani, kde dal povraždit asi 4000 lidí, včetně arcibiskupa a mnoha duchovních. Po revoluci roku 1917 bojoval v občanské válce až do roku 1920. Organizoval obsazení Ázerbájdžánu Rudou armádou a spojení Arménie, Gruzie a Ázerbájdžánu v jednu sovětskou republiku.
Roku 1921 se stal generálním tajemníkem ázerbájdžánské stranické organizace. Loajálně podporoval Stalina a v roce 1926 za to byl odměněn funkcí šéfa petrohradského oddělení strany (což byla údajně druhá nejvyšší funkce ve straně hned po Stalinovi). Tento první tajemník leningradského oblastního výboru strany nebyl žádným demokratem – organizoval mj. otrocké práce vězňů při budování kanálu z Baltského do Bílého moře – ale v letech 1932 a 1933 usiloval o celkové uvolnění režimu. Nesouhlasil s represáliemi proti opozici, zasazoval se o zlepšení vztahu stranického vedení vůči tvůrčí inteligenci a varoval před ztrátou kontaktu s reálným životem pracujícího člověka. Svůj projev na stranickém sjezdu v roce 1934 pojal jako chvalořeč na Stalina a ironizoval sesazeného Zinověva, Kameněva a jejich přívržence. V následující volbě do ústředního výboru dostal Kirov pouze tři negativní hlasy, což bylo nejméně ze všech kandidátů, zatímco Stalin dostal 292, což bylo nejvíce.[zdroj?] Později roku 1934 Stalin Kirova vyzval, aby přijel za ním do Moskvy.

## Smrt
1. prosince 1934 byl zavražděn Leonidem Nikolajevem ve Smolném institutu v Petrohradě (Leningradě). Kirov přišel do práce a nechal svého tělesného strážce několik schodů za sebou, vycházel nahoru po schodech, kde měli bolševičtí aparátčíci své kanceláře. Nikolajev vyšel z koupelny, následoval Kirova po chodbě a střelil ho zezadu do krku. Jeho smrt poskytla Stalinovi záminku k zahájení brutální vnitrostranické čistky. Všeobecně se předpokládá, že jeho vražda nebyla součástí žádného Trockého spiknutí, o kterém Stalin mluvil a které nikdy neexistovalo. Naopak se spekuluje, že mohl být zavražděn na Stalinův rozkaz, byť důkazy pro toto tvrzení chybí. Zadržený atentátník Leonid Nikolajev měl totiž podezřelé styky s GRU.[zdroj?]

## Vyšetřování vraždy
Vyšetřovatelé NKVD později tvrdili, že Nikolajev byl součástí širšího spiknutí vedeného Lvem Trockým proti sovětské vládě. To vyústilo v zatčení a popravu Kameněva, Zinověva a čtrnácti dalších v roce 1936. Kirovova smrt odstartovala velkou čistku stalinistického režimu, při níž byli podporovatelé Trockého a ostatní domnělí nepřátelé státu zatýkáni a odsuzováni.
Dodnes existuje mnoho sporů o této vraždě. Spekuluje se, že mohla být objednána Stalinem a že ke střelbě došlo s přispěním NKVD, ale nikdy to nebylo plně prokázáno. Jiní tvrdili, že Kirov měl poměr s Nikolajevovou manželkou a i když to možná nebylo jediným důvodem, NKVD toho mohla zneužít, aby Nikolajeva k vraždě vyprovokovala. Ani to nebylo nade vší pochybnost prokázáno. Říká se také, že Nikolajev trpěl duševní nemocí a že mohlo jít i o náhodný útok.
Amy Knightová uvádí významné okolnosti, které by nasvědčovaly zapojení NKVD. Ptá se, jak by se Nikolajev sám mohl dostat do poměrně přísně střežených prostor stranických funkcionářů. Byl prý krátce před činem NKVD zatčen a znovu propuštěn a měl u sebe detailní plány budovy. Jako velmi nezvyklá působí i skutečnost, že Stalin osobně řídil vyšetřování, přičemž se obklopil svými nejužšími spolupracovníky a naopak znemožnil účast dalších, například Ordžonikidzeho, který byl Kirovovým osobním přítelem a který mohl mít zájem na objektivním objasnění události.

## Kult
Stalin sám poté odstartoval to, co by se dalo nazvat Kirovovým kultem osobnosti. Kirovovi se dostalo pohřbu u kremelské zdi na nejvyšší státní úrovni a  sám Stalin nesl jeho rakev. Mnoho měst, ulic a továren bylo následně nazváno Kirovovým jménem (například města v Rusku, Zakavkazsku a na Ukrajině, ale i velká továrna v Leningradě). Obrovská Kirovova socha po dlouhou dobu dominovala panoramatu ázerbájdžánské metropole Baku. Socha byla vztyčena v roce 1939 a odstraněna roku 1992 poté, kdy Ázerbájdžán získal nezávislost. Kirovovým jménem byly nazvány i sovětské válečné křižníky třídy Kirov (1935). Po rozpadu Sovětského svazu byly názvy oslavující Kirova mimo Rusko a Bělorusko zrušeny.

### Města nazvaná po Kirovovi
- Kiraŭsk – dříve Kačeryčy
- Kirov – dříve Vjatka
  - Kirovo-Čepeck – odvozený název předměstí
  - Kirovská oblast
- Kirovabad – nyní Gjandža
- Kirovakan – nyní Vanadzor
- Kirovaul
- Kirovgrad – dříve Kalata
- Kirovsk (Leningradská oblast)
- Kirovsk (Murmanská oblast)
- Kirovohrad – dříve Jelizavetgrad a nyní Kropyvnyckyj, ale ponechán název Kirovohradská oblast
- Kirovsk (Luhanská oblast) – nyní Holubivka